# Bisbat de Huejutla
El bisbat de Huejutla (castellà:  Diócesis de Huejutla, llatí: Dioecesis Hueiutlensis) és una seu de l'Església Catòlica a Mèxic, sufragània de l'arquebisbat de Tulancingo, i que pertany a la regió eclesiàstica Centro. L'any 2013 tenia 547.000 batejats sobre una població de 557.000 habitants. Actualment està regida pel bisbe José Hiraís Acosta Beltrán.

## Territori
La diòcesi comprèn part de l'estat mexicà d'Hidalgo.
La seu episcopal és la ciutat de Huejutla de Reyes, on es troba la catedral de Sant Agustí.
El territori s'estén sobre 6.014  km², i està dividit en 47 parròquies.

## Història
La diòcesi va ser erigida el 24 de novembre de 1922 mitjançant la butlla Inter negotia del papa Pius XI, prenent el territori del bisbat de Tulancingo (avui arquebisbat), i en menor part delbisbat de Tamaulipas i de San Luis Potosí. Originàriament era sufragània de l'arquebisbat de Puebla de los Ángeles.
El 27 de novembre de 1960 i el 9 de juny de 1962 cedí part del seu territori a benefici de l'erecció respectivament dels bisbats de Ciudad Valles i de Tuxpan.
El 25 de novembre de 2006 passà a formar part de la província eclesiàstica de l'arquebisbat de Tulancingo.

## Cronologia episcopal
- José de Jesús Manríquez y Zárate † (11 de desembre de 1922 - 1 de juliol de 1939 renuncià)
- Manuel Jerónimo Yerena y Camarena † (17 de juliol de 1940 - 19 d'agost de 1963 jubilat)
- Bartolomé Carrasco Briseño † (19 d'agost de 1963 - 18 de maig de 1967 nomenat bisbe auxiliar d'Antequera)
- Sefafín Vásquez Elizalde † (16 de març de 1968 - 2 de desembre de 1977 nomenat bisbe de Ciudad Guzmán)
- Juan de Dios Caballero Reyes (11 de juliol de 1978 - 18 de novembre de 1993 renuncià)
- Salvador Martínez Pérez (24 de juny de 1994 - 12 de març de 2009 jubilat)
- Salvador Rangel Mendoza, O.F.M. (12 de març de 2009 - 20 de juny de 2015 nomenat bisbe de Chilpancingo-Chilapa)
- José Hiraís Acosta Beltrán, des del 28 de gener de 2016

## Estadístiques
A finals del 2013, la diòcesi tenia 547.000 batejats sobre una població de 557.000 persones, equivalent al 98,2% del total.
| any  | població | població | població | sacerdots | sacerdots       | sacerdots       | sacerdots             | diaques | religiosos | religiosos | parròquies |
| ---- | -------- | -------- | -------- | --------- | --------------- | --------------- | --------------------- | ------- | ---------- | ---------- | ---------- |
| any  | batejats | total    | %        | total     | clergat secular | clergat regular | batejats por sacerdot | diaques | homes      | dones      |            |
| 1950 | 332.500  | 350.000  | 95,0     | 15        | 15              |                 | 22.166                |         |            |            | 26         |
| 1966 | 270.000  | 276.173  | 97,8     | 62        | 60              | 2               | 4.354                 |         |            | 31         | 28         |
| 1970 | 245.000  | 250.000  | 98,0     | 60        | 60              |                 | 4.083                 |         |            | 46         | 21         |
| 1976 | 309.180  | 331.264  | 93,3     | 56        | 52              | 4               | 5.521                 |         | 4          | 60         | 28         |
| 1980 | 336.000  | 362.000  | 92,8     | 57        | 53              | 4               | 5.894                 |         | 4          | 60         | 28         |
| 1990 | 435.000  | 450.500  | 96,6     | 99        | 91              | 8               | 4.393                 |         | 8          | 85         | 35         |
| 1999 | 480.650  | 510.975  | 94,1     | 87        | 81              | 6               | 5.524                 |         | 6          | 83         | 38         |
| 2000 | 481.430  | 511.850  | 94,1     | 84        | 75              | 9               | 5.731                 |         | 9          | 83         | 38         |
| 2001 | 486.560  | 512.785  | 94,9     | 85        | 75              | 10              | 5.724                 |         | 10         | 65         | 38         |
| 2002 | 512.140  | 515.990  | 99,3     | 82        | 73              | 9               | 6.245                 |         | 9          | 76         | 38         |
| 2004 | 494.205  | 522.135  | 94,7     | 92        | 84              | 8               | 5.371                 |         | 8          | 61         | 38         |
| 2006 | 497.300  | 524.180  | 94,9     | 94        | 86              | 8               | 5.290                 |         | 8          | 60         | 38         |
| 2013 | 547.000  | 557.000  | 98,2     | 98        | 91              | 7               | 5.581                 |         | 7          | 62         | 47         |